# William Goldthorpe
William Goldthorpe, dit Goldie Goldthorpe, (né le 20 juin 1953 à Hornepayne, en Ontario au Canada) est un joueur professionnel canadien de hockey sur glace.

## Carrière
Sa carrière a duré de 1973 à 1984 ; il était réputé pour son jeu ultra-violent : en 194 matchs lors de sa carrière, il a été puni 1132 minutes. Sa carrière s'est presque toute déroulée dans les circuits professionnels mineurs : il n'a jamais joué dans la Ligue nationale de hockey et n'a joué qu'en de rares occasions dans l'autre circuit majeur de l'époque, l'Association mondiale de hockey. Il a inspiré le personnage du psychopathe de la patinoire Ogie Ogilthorpe dans le film Slap Shot (doublé en français du Québec sous le nom de Lancer frappé et en France sous le nom de La Castagne), ce qui a suscité chez lui une immense fierté. Il est né à Hornepayne (Ontario) et a été formé au Canada par Albert Cava, une gloire locale. Lors de sa première saison chez les Blazers de Syracuse, il réussit 20 buts et 46 points, avant de partir pour les Fighting Saints du Minnesota.
Célèbre pour ses cheveux blonds à la coupe afro, il joua 10 ans comme professionnel et changea 16 fois de club, signe d'une certaine instabilité. Ses prestations sur et hors de la patinoire lui valurent même une garde à vue pour une bagarre à l'aéroport de Green Bay. Il fut suspendu trois matches pour être allé casser la figure de Bob O'Reilly au banc de pénalité. Goldie a fait 18 séjours en prison ou garde à vue et a été deux fois hospitalisé dans un état critique.
Goldthorpe est aujourd'hui contremaître dans la construction.